# Microcylloepus browni
Microcylloepus browni là một loài bọ cánh cứng trong họ Elmidae. Loài này được Hatch miêu tả khoa học năm 1938.